# 類燕麥翦股穎
類燕麥翦股穎（学名：Agrostis avenacea）为禾本科翦股穎屬下的一个种。